# WB Games Boston
WB Games Boston — американська компанія, що займається розробленням відеоігор, переважно жанру MMORPG. Була заснована Джоном Монсаретом, Джеремі Гефні, Кевіном Ленджевіном, і Тімоті Мілером. Розташована у Нідгемі, штат Массачусетс. В основному займається розробкою MMORPG. Turbine — була приватною компанією, що спонсорувалася Highland Capital Partners, Polaris Venture Partners, Warner Bros та приватними інвесторами. 15 лютого 2005 назву компанії було офіційно змінено на Turbine Inc. 20 квітня 2010 року компанія була придбана Warner Brothers.

## Розроблені відеоігри
Протягом свого існування компанія встигла розробити сім повноцінних відеоігор, серед яких п'ять було для персональних комп'ютерів і дві для мобільних телефонів. Історія студії розпочалася випуском 1999 року фентезійної відеогри жанру MMORPG під назвою «Asheron's Call». До та після виходу другої частини компанія також розробила два доповнення до відеогри: Dark Majesty та Throne of Destiny, що вийшли 2001 та 2005 року відповідно. Як відомо, творчим директором першого доповнення був Джейсон Бут. Пряме продовження, що вийшло 2002 року, також отримало розширення у вигляді доповнення 2005 року.
Останній відомий проєкт компанії побудований на основі популярного циклу фентезійних книг «Пісня льоду й полум'я», написаного Джорджем Мартіном. Виключно мобільна відеогра під назвою «Game of Thrones: Conquest» була випущена Warner Bros. Interactive Entertainment 2017 року для платформ Android та iOS.
| Рік  | Назва                          | Видавець                                 | Платформа                |
| ---- | ------------------------------ | ---------------------------------------- | ------------------------ |
| 1999 | Asheron's Call                 | Microsoft                                | Microsoft Windows        |
| 2002 | Asheron's Call 2: Fallen Kings | Microsoft                                | Microsoft Windows        |
| 2006 | Dungeons & Dragons Online      | Microsoft                                | Microsoft Windows, macOS |
| 2007 | Володар Перснів Онлайн         | Midway Games Codemasters Tecmo CDC Games | Microsoft Windows, macOS |
| 2015 | Infinite Crisis                | Warner Bros. Interactive Entertainment   | Microsoft Windows        |
| 2016 | Batman: Arkham Underworld      |                                          | Android, iOS             |
| 2017 | Game of Thrones: Conquest      | Warner Bros. Interactive Entertainment   | Android, iOS             |